# Mircia Dumitrescu
Mircia Dumitrescu (n. 3 iulie 1941, Căscioarele, Călărași, România) este un grafician, pictor și sculptor român. Este membru al Uniunii Artișrilor Plastici din România, doctor în Arte Vizuale, profesor universitar al Academiei de Arte Plastice "Nicolae Grigorescu" și membru titular al Academiei Române.

## Date biografice
S-a născut în 1941 în satul Căscioarele. În 1963 a terminat Academia de Arte Plastice "Nicolae Grigorescu", clasa prof. Vasile Kazar avându-i ca profesori pe Eugen Schileru, Horia Teodoru, Gheorghe Ghițescu și Petre Achițenie. În 1969 a devenit membru al U.A.P. Din 1990 este profesor al Academiei de Arte Plastice "Nicolae Grigorescu". Din 2006 este membru al Uniunii  Gravorilor și Litografilor Maghiari din Budapesta.
În 2013 el a devenit membru corespondent al Academiei Române iar în 2024 a fost ales membru titular.

## Decalogul pentru Mircia
- 1 Să nu-ți minți ochii cu ochi
- 2 Să nu-ți furi realul în real
- 3 Să nu te înșeli pe tine însuți ca și cum ai fi altul
- 4 Să nu vorbești în numele nimănuia, căci numele tău al nimănuia este
- 5 Să-ți faci chip cioplit
- 6 Să-ți faci chip din linii
- 7 Să-ți faci chip din trilul ciocârliei
- 8 După ce le-ai făcut toate astea, încearcă să le-mbrațisezi dacă poți .
- 9 Îmbrățisarea chipului cu chip sărut se numește
- 10 Numai chipul se îmbrățisează cu chipul, căci brațele sunt făcute pentru ararea câmpului.
- Amin.[6]

## Expoziții personale
- 1973 București- Galeria Simeza
- 1981 Halle,Gravură în lemn
- 1982 Rostock, Acuarelă
- 1983 Dresden
- 1998 Glaskasten Edition & Verlag, Leonberg
- 1999 Budapesta sculptură,Galeria Madach
- 2006 Galeria 9,Budapesta,Gravura in metal
- Galeria Vincze  Laszlo
- Capela Sf.Mihai –Budapesta,Ungaria
- 2008 Sala Constantin Brâncuși, București
- 2019 Târgu-Jiu, Muzeul Județean de Istorie[7]

## Expoziții de grup
- 1968 Krakau, Frankfurt am Main, Florența,
- 1969 Helsinki, Praga, Banska Bistrica
- 1970 Regensburg, Dusseldorf, Torino, Lodz, Rabat,
- Roma, Stuttgart, Krakowia
- 1971 Ugo da Carpi
- 1972 Brussel, Leipzig, Frechen, Katowitz
- 1973 Kiew
- 1977 Venezuela
- 1980 Tel Aviv
- 1981 Baden- Baden
- 1985 Tel Aviv, Moscova Chișinău
- 1988 Stockholm, Berlin
- 1990 Paris
- 2002 Stockholm, Suedia
- 2005 Bucuresti, Atena,Ipotesti,Miercurea Ciuc
- 2006 Expozitii în București și Budapesta
- 2007  Stuttgart, Viena, Austria
- 2008 Bucuresti, Paris[7]

## Cărți ilustrate-Selecție
- 1966 Panait Istrati,Chira Chiralina ,Ed.Espa
- Mihail Y. Lermontov ,Demonul, Ed.Pentru literatura universală
- 1970 Ion Creangă,Povestiri, Ed.Ion Creangă
- 1973 Zaharia Stancu ,Să nu uiți Darie ,Ed.Ion Creangă
- 1974 Alexandru Philippide,
- 1980 Antologia Poeziei Chineze, Ed.Univers
- 1984 Valeriu Pantazi, Tu Secole![8]
- 1985 Nichita Stanescu,Amintiri din present, Ed.Sport-Turism
- 2002 Mihai Eminescu,Ce-ti doresc eu ție scumpă Românie, Ed.M.O.
- 2005  „Mihai Eminescu - Sonete”(in colaborare)
- 2005 "Caietele Eminescu",Editura Academiei Romane
- 2006 Carolina Ilica, Puțin mai mult, Editura Academiei Internaționale Orient-Occident
- 2006 Dublul ,Stoenescu, George Virgil
- 2007 Ileana Mălăncioiu, Urcarea muntelui,Editura Corint, București
- 2008 17 ilustrații la Ady Endre
- 2008 Adam Puslojic-Asimetria durerii,Editura Proema[9]

## Cărți bibliofile-Selecție
- 1986-Adam Puslojic, Apă de băut,Ed.Univers
- 1987-Ovidiu,Metamorfozele, Ed.Ion Creangă
- 2001-Dinu Săraru, Un fluture alb cu sânge pe aripi
- Kanyady Sándor, Caii verticali
- Edgar Allan Poe, Corbul, Ed.Biblioteca București
- 2002- Hernani de Victor Hugo, în traducerea lui Ion Heliade Rădulescu
- Ion Heliade Rădulescu și Victor Hugo traduc Mazeppa de Lord Byron
- Dunărea mînioasă de Victor Hugo, în traducerea lui Ion Heliade Rădulescu
- 2003-Nichita Stănescu, Nod 11
- Horia Bădescu, Sala de așteptare
- Emil Botta, Nu călcați florile
- Virgil Mazilescu, După ce am inventat poezia
- Pierre Drogi, Aburi
- Dinu Flămând, Peisaje verticale
- 2008-Eugen Suciu,Bucuria anonimatului
- 2009 - Basarab Nicolescu Teoreme  poetice/Théorèmes poétiques, ediție bibliofilă bilingvă franceză-română, Monitorul oficial.
- Nichita Stănescu, Azi[10]

## Premii, Medalii și Distincții
- 1969- Premiul pentru grafica, Cracovia
- 1970- premiul al doilea, gravură în lemn, Banska
- 1970- Premiul întâi pentru ilustrație –Volumul Ion Creanga, Leipzing
- 1972- Premiul întâi pentru ilustrație –Volumul Ovidiu  Tristele și ponticele, Leipzing
- 1975- Premiul Uniunii Artiștilor Plastici, București
- 1987- Premiul Cartea pentru tineret
- 1990- Premiul întâi  pentru ilustrație, volumul Krasco, Poezii
- 1992- Premiul pentru Grafică, Sobot
- 2002- Premiul Național pentru construcța cărții,decernat de Ministerul Culturii și Cultelor
- 2002 - Medalia „Mihail Eminescu 150 de ani”, conferit de Președinția României[11]
- Premiul Național pentru carte –Volumul I.L.Caragiale, Teatru, ediție bilingvă, sub egida U.N.E.S.C.O.
- 2003- Ordinul Meritul Cultural în grad de Cavaler, categoria „Arte plastice”, conferit de Președinția României[11]
- Premiul  Național pentru renașterea cărții bibliophile, decernat de Ministerul Culturii și Cultelor
- 2005-Premiul Graficianul de carte al anului 2004
- 2006- Premiul Bogdan Petriceicu Heșdău, pentru viziunea grafică și tipografică a Manuscriselor Mihai Eminescu
- Premiul Anastasie Crimeca, pentru îmbogățirea patrimoniului cultural național.[12]
- Premiul Fundației Naționale pentru Știință și Artă din București (FNSA), pentru faximilarea integrală a Manuscriselor Mihai Eminescu
- 2007 – Medalia jubiliară “Nicolae Bălcescu”, cu ocazia împlinirii a 155 de ani de la moartea lui Nicolae Bălcescu, conferită de Comitetul de inițiativă “ Nicolae Bălcescu” Primăria sectorului 2, București[11]
- 2009 – Ordinul Meritul Cultural în grad de Cavaler, categoria „Literatură” conferit de Președinția României[11]
- 2015 –Doctor Honoris Causa al Universității de Arte „George Enescu” din Iași[11]
- 2017 – Doctor Honoris Causa al Universității „Ovidius“ din Constanța[11]
- 2022 - Ordinul Național „Steaua României” în grad de Cavaler oferit de Președinția României[13]